# Antoni Picó i Azanza
Antoni Picó i Azanza (Barcelona, 5 de maig de 1970) és un advocat i polític català, diputat al Congrés dels Diputats en la X Legislatura.

## Biografia
Llicenciat en dret per la Universitat de Barcelona i màster en Fiscalitat a l'IDEC de la Universitat Pompeu Fabra. Militant d'Unió Democràtica de Catalunya ha estat assessor del Grup Parlamentari de CiU de 2000 a 2011 i d'UDC de 2000 a 2004. És representat de la intercomarcal de Barcelona ciutat en el comitè de govern d'Unió.
Fou elegit diputat per Barcelona a les eleccions generals espanyoles de 2011. Ha estat vocal Suplent de la Diputació Permanent i portaveu adjunt de la Comissió d'Interior i de la Comissió d'Ocupació i Seguretat Social.